# Tour Guerra Fría
Tour Guerra Fría fue la décima gira musical de Malú, para promocionar su álbum Guerra Fría. Comenzó en Zamora el mes de marzo del año 2011 y se extendió durante cerca de dos años. Finalizó en Barcelona en diciembre de 2012.
En realidad, en esta gira se observan dos partes bien diferenciadas: por un lado, todos los conciertos celebrados en el año 2011 fueron programados para promocionar el disco Guerra Fría. Por otro lado, todos los conciertos celebrados en el año 2012 fueron programados para promocionar el DVD del disco Guerra Fría, lanzado al mercado como Íntima Guerra Fría y grabado durante el concierto celebrado el Ciudad de México en junio de 2011.

## Repertorio
1. Vértigo
2. Te conozco desde siempre
3. Diles
4. Ni un segundo
5. Voy a quemarlo todo
6. Guerra fría
7. Vuelvo a verte
8. que Nadie Malu)
9. Ahora tú
10. Solo el amor nos salvará
11. Me quedó grande tu amor
12. Quién
13. Que nadie
14. Devuélveme la vida
15. El apagón
16. Así lo haré
17. A esto llamas amor
18. No voy a cambiar
19. No me extraña nada
20. Aprendiz
21. Toda
22. Blanco y negro
23. Como una flor

## Fechas
| Fecha                    | Ciudad                 | País   | Lugar                                  |
| ------------------------ | ---------------------- | ------ | -------------------------------------- |
| 25 de marzo de 2011      | Zamora                 | España | Recinto ferial IFEZA                   |
| 26 de marzo de 2011      | Baracaldo              | España | Sala Rock Star                         |
| 1 de abril de 2011       | Córdoba                | España | Palacio de Deportes Vista Alegre       |
| 2 de abril de 2011       | Madrid                 | España | Palacio de los Deportes                |
| 9 de abril de 2011       | Barcelona              | España | Sant Jordi Club                        |
| 14 de abril de 2011      | Madrid                 | España | Palacio de los Deportes                |
| 29 de abril de 2011      | Órdenes                | España | Campo da Feira                         |
| 30 de abril de 2011      | Santa Cruz de Tenerife | España | Auditorio de Tenerife                  |
| 1 de mayo de 2011        | Sta. Cruz de La Palma  | España | Plaza de Santo Domingo                 |
| 6 de mayo de 2011        | Granada                | España | Teatro Manuel de Falla                 |
| 7 de mayo de 2011        | Puertollano            | España | Plaza de Toros de Puertollano          |
| 16 de mayo de 2011       | Villarreal             | España | Plaza Mayor de Villarreal              |
| 20 de mayo de 2011       | Jaén                   | España | Plaza Mayor de Jaén                    |
| 3 de junio de 2011       | Madrid                 | España | Palacio de Vistalegre                  |
| 10 de junio de 2011      | Ciudad de México       | México | Auditorio La Casona Arteria            |
| 29 de junio de 2011      | Burgos                 | España | Parque Lineal Río Vena                 |
| 6 de julio de 2011       | Valencia               | España | Viveros de Valencia                    |
| 8 de julio de 2011       | Santander              | España | Palacio de los Deportes                |
| 16 de julio de 2011      | Ascó                   | España | Estadio municipal de Ascó              |
| 28 de julio de 2011      | Ceuta                  | España | Murallas Reales                        |
| 30 de julio de 2011      | Miajadas               | España | Campo de fútbol de Miajadas            |
| 12 de agosto de 2011     | Águilas                | España | Plaza de Antonio Cortijos              |
| 14 de agosto de 2011     | Montealegre            | España | Polideportivo municipal de Montealegre |
| 17 de agosto de 2011     | Málaga                 | España | Auditorio municipal Cortijo de Torres  |
| 20 de agosto de 2011     | Betanzos               | España | Plaza Hermanos García Naveira          |
| 26 de agosto de 2011     | Bilbao                 | España | Abandoibarra                           |
| 27 de agosto de 2011     | Palencia               | España | Parque del Salón                       |
| 2 de septiembre de 2011  | Sotomayor              | España | Escenario municipal                    |
| 5 de septiembre de 2011  | Valladolid             | España | Plaza Mayor de Valladolid              |
| 14 de septiembre de 2011 | Fuenlabrada            | España | Campo de fútbol de la Aldehuela        |
| 16 de septiembre de 2011 | Mora                   | España | Campo de fútbol municipal              |
| 17 de septiembre de 2011 | Albacete               | España | Caseta de los Jardinillos              |
| 21 de septiembre de 2011 | Talavera de la Reina   | España | Plaza de la Comarca                    |
| 1 de octubre de 2011     | Tacoronte              | España | Plaza del Cristo de Tacoronte          |
| 9 de octubre de 2011     | Zaragoza               | España | Espacio Z - Pabellón de Valdespartera  |
| 21 de octubre de 2011    | Madrid                 | España | Teatros del Canal                      |
| 22 de octubre de 2011    | San Sebastián          | España | Auditorio Kursaal                      |
| 27 de octubre de 2011    | Barcelona              | España | Palau de la Música Catalana            |
| 28 de octubre de 2011    | Barcelona              | España | Palau de la Música Catalana            |
| 26 de noviembre de 2011  | La Línea               | España | Palacio de Congresos y Exposiciones    |
| 30 de noviembre de 2011  | Barcelona              | España | Gran Teatre del Liceu                  |
| 2 de diciembre de 2011   | Pamplona               | España | Pabellón Anaitasuna                    |
| 9 de diciembre de 2011   | Madrid                 | España | Palacio de los Deportes                |
| 17 de diciembre de 2011  | Logroño                | España | Plaza de Toros de La Ribera            |
| 14 de enero de 2012      | Roquetas de Mar        | España | Teatro auditorio de Roquetas de Mar    |
| 22 de febrero de 2012    | Santa Cruz de Tenerife | España | Auditorio Adán Martín                  |
| 28 de marzo de 2012      | Alicante               | España | Teatro Principal de Alicante           |
| 14 de abril de 2012      | Sevilla                | España | Auditorio Rocío Jurado                 |
| 19 de abril de 2012      | Murcia                 | España | Auditorio Víctor Villegas              |
| 26 de mayo de 2012       | Ibi                    | España | Teatro Río                             |
| 2 de junio de 2012       | Madrid                 | España | Estadio Vicente Calderón               |
| 18 de junio de 2012      | Torrejón de Ardoz      | España | Recinto ferial de Torrejón             |
| 21 de julio de 2012      | Iniesta                | España | Campo de fútbol municipal de Iniesta   |
| 8 de agosto de 2012      | Vitoria                | España | Plaza de los Fueros                    |
| 11 de agosto de 2012     | Torrelavega            | España | Plaza de María Pita                    |
| 26 de octubre de 2012    | Onda                   | España | Pavelló Vila d'Onda                    |
| 27 de octubre de 2012    | Logroño                | España | Auditorio Riojaforum                   |
| 10 de noviembre de 2012  | Valencia               | España | Palau de la Música                     |
| 30 de noviembre de 2012  | Almería                | España | Auditorio municipal Maestro Padilla    |
| 1 de diciembre de 2012   | Valencia               | España | Pabellón Fuente de San Luis            |
| 21 de diciembre de 2012  | Las Palmas             | España | Institución Ferial de Canarias         |
| 28 de diciembre de 2012  | Barcelona              | España | Gran Teatre del Liceu                  |

### Aclaraciones adicionales
1. El espectáculo del 2 de abril de 2011 en Madrid forma parte de la gala especial "La Noche de Cadena 100". «Malú estuvo presente en "La Noche de Cadena 100"». Consultado el 10 de febrero de 2019.
2. El espectáculo del 29 de abril de 2011 en Ordes forma parte de la "IV Gala contra el Cáncer". «La Gala contra o Cancro confía en congregar en Ordes a 30.000 fieles». Consultado el 10 de febrero de 2019.
3. El espectáculo del 3 de junio de 2011 en Madrid forma parte de la gala especial "Primavera Pop 2011". «Éxito total del "Primavera Pop 2011" con artistas como Malú». Consultado el 10 de febrero de 2019.
4. El espectáculo del 30 de noviembre de 2011 en Barcelona forma parte de la gala de entrega de los "Premios Ondas 2011". «El Gran Teatre del Liceu acogió la gala que nos ha dejado la inolvidable actuación de Tony Bennet y Malú». Consultado el 10 de febrero de 2019.
5. El espectáculo del 9 de diciembre de 2011 en Madrid forma parte de la gala de entrega de los "Premios 40 Principales 2011". «Malú, Maldita Nerea y LOVG brillan en los Premios 40 Principales». Consultado el 10 de febrero de 2019.
6. El espectáculo del 22 de febrero de 2012 en Santa Cruz de Tenerife forma parte de la gala de entrega de los "Premios Cadena Dial". «Laura Pausini, Maná, Estopa y Malú, entre los premiados por Cadena Dial». Consultado el 10 de febrero de 2019.
7. El espectáculo del 2 de junio de 2012 en Madrid forma parte del macroconcierto "20 Aniversario de Cadena 100". «Concierto 20 Aniversario de CADENA 100». Consultado el 10 de febrero de 2019.

- Datos: Q24938635